# O tots tres o res
O tots tres o res (títol original: Nous trois ou rien) és una pel·lícula de comèdia dramàtica biogràfica francesa del 2015 escrita, dirigida i protagonitzada per Kheiron en el seu debut com a director. La pel·lícula també és protagonitzada per Leïla Bekhti, Gérard Darmon i Zabou Breitman. Es va projectar al Festival Internacional de Cinema de Tòquio on va guanyar el Premi Especial del Jurat. La pel·lícula va ser nominada al premi César a la millor primera pel·lícula a la 41a edició dels premis. S'ha doblat i subtitulat al català.

## Sinopsi
En Kheiron interpreta el paper del seu pare, Hibat Tabib, nascut a l'Iran, condemnat per les seves opinions polítiques sota el xa. Continua lluitant per la democràcia amb la seva jove esposa Fereshteh sota el nou règim repressiu iranià de l'aiatol·là Khomeini, tot i que finalment per motius de seguretat haurà de deixar el seu país amb el seu fill Manouchehr per viure a França.

## Repartiment
- Kheiron: Hibat Tabib
- Leïla Bekhti: Fereshteh Tabib
- Gérard Darmon: pare de la Fereshteh
- Zabou Breitman: mare de la Fereshteh
- Alexandre Astier: xa de l'Iran
- Kyan Khojandi: "Barbes"
- Michel Vuillermoz: Daniel Bioton
- Jonathan Cohen: Chokri
- Ériq Ebouaney: Adama
- Carole Franck: Catherine Hanriot
- Camélia Jordana: Maryam
- Arsène Mosca: cap de guàrdia
- David Serero: agent iranià